# Dubautia waialealae
Dubautia waialealae là một loài thực vật có hoa trong họ Cúc. Loài này được Rock mô tả khoa học đầu tiên năm 1910.